# CAWI
CAWI (Computer Assisted Web Interviewing) je online metoda sběru dotazníkových dat. Používá se pro kvantitativní, ale čím dál tím častěji také kvalitativní výzkum. Dotazníky jsou distribuovány pomocí webových odkazů, které dotazníky zpřístupní. Odpovědi se zaznamenají v elektronické podobě, což umožňuje jejich rychlé a efektivní zpracování.